# Sailly-lez-Lannoy
 Sailly-lez-Lannoy  es una población y comuna francesa, en la región de Norte-Paso de Calais, departamento de Norte, en el distrito de Lille y cantón de Lannoy.

## Demografía
| 876 | 832 | 1032 | 1406 | 1639 | 1763 |
| Para los censos de 1962 a 1999 la población legal corresponde a la población sin duplicidades (Fuente: INSEE [Consultar]) |     |      |      |      |      |